# Terry Cox
Terence William Harvey „Terry“ Cox (* 13. března 1937 High Wycombe, Anglie) je bývalý britský bubeník. Hrál s folkrockovými skupinami jako např. Pentangle, Duffy's Nucleus nebo Humblebums. Podílel se i na Children of the Sun, jediném albu folkového dua The Sallyangie. Spolupracoval i dalšími hudebníky (např. David Bowie nebo Elton John). V letech 1974 až 1982 hrál s Charlesem Aznavourem.